# Derrick: Ein Kongress in Berlin
Ein Kongress in Berlin ist die 61. Folge der Fernsehreihe Derrick.

## Handlung
Der Wachmann Hinz erscheint gegen Mitternacht pünktlich zum Dienst in einem Forschungsinstitut in München. Doch diesmal ist alles anders. Sein Kollege Martin erscheint nicht zum gewohnten Zeitpunkt zur Wachübergabe und die Eingangstür ist nicht verschlossen. Als Herr Hinz ins Büro in der zweiten Etage geht, bietet sich ihm ein Bild der Verwüstung. Das Büro wurde durchwühlt und im Chaos hinterlassen. Im Nebenzimmer findet er seinen Kollegen Martin tot auf dem Boden liegend. Er wurde erstochen. Herr Hinz hört im Treppenhaus plötzlich Schritte und rennt wieder runter ins Foyer. Dort sieht er aus der Ferne einen Mann mit einem Koffer in der Hand aus dem Institut rennen. Herr Hinz versucht noch die Verfolgung aufzunehmen, doch da er nicht mehr der Schnellste und auch nicht der Jüngste ist, wird ihm schwindelig und er gibt die Verfolgung auf.
Wenige Minuten später erscheinen der Rettungsdienst und die Kriminalpolizei im Institut. Professor Braun-Gorres ist der Leiter des Instituts und stellt sofort fest, dass die Unterlagen zu einer sehr wichtigen und drei Jahre lang andauernden Forschungsarbeit aus dem Tresor gestohlen worden sind. Da es sich offenbar um einen Raubmord handelt, übernehmen Oberinspektor Stephan Derrick und sein Kollege Inspektor Harry Klein von der Mordkommission die Ermittlungen. Dr. Maria Meinrad hat den Verdacht, dass Dr. Hans-Martin Jurek mit der Sache etwas zu tun haben könnte. Sie hatte ihn bei einem Pharma-Kongress vor rund zwei Monaten in West-Berlin kennengelernt. Jurek soll daraufhin Professor Braun-Gorres regelrecht nachgestellt und ihn gezwungen haben, ihn endlich in seine Forschungsarbeit einzuweihen. Es soll sich dabei um ein Forschungsprojekt handeln, welches die Pharmatechnologie der 1970er-Jahre regelrecht revolutionieren könnte. Derrick wendet sich an seine Kollegen in West-Berlin. Die beiden Kriminalbeamten Mierich und Jaschke suchen daraufhin die Wohnung von Dr. Jurek auf. In der Wohnung wurde eingebrochen und von Jurek selbst fehlt jegliche Spur. Mierich und Jaschke treffen später wiederum nur seine Tochter Pia an und bitten diese, dass ihr Vater sich dringend bei der Kriminalpolizei melden soll. Am nächsten Morgen beendet ein Busfahrer seinen Nachtdienst. Im Doppeldeckerbus findet er an einer Bushaltestelle Dr. Jurek tot sitzend auf einer Sitzbank. Er wurde erstochen. Bei der kriminaltechnischen Untersuchung findet man heraus, dass Dr. Jurek mit genau demselben Messer ermordet wurde wie der Wachmann Martin aus München.
Oberinspektor Derrick und Inspektor Harry Klein sowie auch Professor Braun-Gorres, Frau Dr. Meinrad und ihr pharmazeutischer Mitarbeiter Dr. Hauck reisen nun gemeinsam von München nach West-Berlin, um diese mysteriösen Umstände aufzuklären. Derrick und Harry treffen sich zunächst mit Pia Jurek. Diese erzählt beiden, dass ihr Vater niemanden etwas getan habe und sie sich absolut keinen Reim auf seine Ermordung machen kann. Sie berichtet zudem, ihr Vater habe jahrelang in engem Kontakt zu Dr. Erwin Maier-Ollendorf gestanden. Dr. Maier-Ollendorf wird daraufhin kurzerhand aus seinem Institut zum Polizeipräsidium gebracht. Er gibt zu, dass es sich dabei um eine Art von Forschungsspionage handelt, beteuert aber strikt, dass er nicht der Hintermann bzw. Auftraggeber in dieser Geschichte sei. Zudem sagt er aus, dass Dr. Jurek erst vor kurzem herausgefunden habe, dass es sich bei der drei Jahre lang andauernden Forschungsarbeit von Professor Braun-Gorres, Frau Dr. Meinrad und Dr. Hauck um einen Wirkstoff handelt, den man nach dem Tod eines Menschen nach einer gewissen Zeit nicht mehr im Körper nachweisen kann, nämlich Gift. Er sei bei dem besagten Fachkongress vor zwei Monaten von einem etwas vernarbten Mann angesprochen und dabei auch um eine Million D-Mark Schweigegeld erpresst worden. Da er das Geld jedoch so schnell nicht auftreiben konnte, habe der Auftragsmörder dann ohne Vorwarnung schließlich Dr. Jurek ermordet.
Derrick, Harry und die Kollegen von der West-Berliner Mordkommission beschließen nun, dem Auftragsmörder eine Falle zu stellen. Professor Braun-Gorres arrangiert telefonisch ein Treffen mit dem narbigen Mann und verspricht ihm dabei auch die eine Million Mark an Schweigegeld für die Mitwisserschaft am Giftstoff mitzubringen. Am späten Abend treffen sich beide unweit von der Berliner Mauer. Derrick, Harry und einige Zivilfahnder observieren das Treffen. Als der Auftragsmörder nach wenigen Minuten merkt, dass Professor Braun-Gorres nicht allein zum vereinbarten Termin erschienen ist sticht er ihm mit seinem Klappmesser kurzerhand in den Bauch. Er versucht daraufhin zu flüchten, kann aber in der Nähe von den Zivilfahndern festgesetzt und verhaftet werden. Professor Braun-Gorres wiederum verliert so langsam das Bewusstsein und bricht blutend zusammen. Ob er überlebt, bleibt unklar.

## Hintergründe
Die Dreharbeiten zum Film fanden im Spätsommer/Herbst 1978 in München und in West-Berlin statt. Seine Erstausstrahlung erlebte der Film am 24. August 1979 zur Hauptsendezeit im ZDF. Der Film entstand unter anderem auch als Special zur IFA-Messe im Jahr 1979.
Es handelt sich dabei um die 61. Folge der Reihe Derrick. Es ist die einzige Episode der Reihe, die eine Laufzeit von 75 Minuten hat. Alle anderen Folgen haben jeweils eine Länge von 60 Minuten. Es ist zudem die einzige Episode der Reihe, in der Stephan Derrick und Harry Klein außerhalb des sonst üblichen Handlungsortes München und der Umgebung bzw. außerhalb Bayerns ermitteln.